# 恰斯
恰斯（Chas），是印度贾坎德邦Bokaro县的一个城镇。总人口96923（2001年）。

## 人口
该地2001年总人口96923人，其中男性52063人，女性44860人；0—6岁人口14532人，其中男7598人，女6934人；识字率68.66%，其中男性为77.47%，女性为58.44%。